# Dyrektor Wywiadu Narodowego
Dyrektor Wywiadu Narodowego (ang. Director of National Intelligence) – najwyższe stanowisko w amerykańskich strukturach wywiadowczych.
Dyrektor Wywiadu Narodowego (DNI) stoi na czele Wspólnoty Wywiadowczej (Intelligence Community). Działa również jako główny doradca prezydenta i Rady Bezpieczeństwa Narodowego w sprawach wywiadowczych związanych z bezpieczeństwem narodowym; nadzoruje i kieruje realizacją Narodowego Programu Wywiadu. 
Dyrektora powołuje Prezydent za zgodą Senatu. W tym samym trybie powoływany jest Główny Zastępca Dyrektora Wywiadu Narodowego (PDDNI).

## Dyrektorzy Wywiadu Narodowego (DNI)[2]
|     | Dyrektor | Dyrektor               | Czas urzędowania                                     | Prezydent                   |
| --- | -------- | ---------------------- | ---------------------------------------------------- | --------------------------- |
| 1.  |          | John Negroponte        | 21 kwietnia 2005 – 13 lutego 2007                    | George W. Bush              |
| 2.  |          | John Michael McConnell | 13 lutego 2007 – 27 stycznia 2009                    | George W. Bush Barack Obama |
| 3.  |          | Dennis C. Blair        | 29 stycznia 2009 – 28 maja 2010                      | Barack Obama                |
| 4.  |          | David C. Gompert       | p.o. dyrektora od 28 maja 2010 do 5 sierpnia 2010    | Barack Obama                |
| 5.  |          | James R. Clapper       | 5 sierpnia 2010 – 20 stycznia 2017                   | Barack Obama                |
| 6.  |          | Mike Dempsey           | p.o. dyrektora od 20 stycznia 2017 do 16 marca 2017  | Donald Trump                |
| 7.  |          | Dan Coats              | 16 marca 2017 – 15 sierpnia 2019                     | Donald Trump                |
| 8.  |          | Joseph Maguire         | p.o. dyrektora od 16 sierpnia 2019 do 20 lutego 2020 | Donald Trump                |
| 9.  |          | Richard Grenell        | p.o. dyrektora od 20 lutego 2020 do 26 maja 2020     | Donald Trump                |
| 10. |          | John Ratcliffe         | 26 maja 2020- 20 stycznia 2021                       | Donald Trump                |
| 11. |          | Avril Haines           | 21 stycznia 2021 – 20 stycznia 2025                  | Joe Biden                   |
| 12. |          | Tulsi Gabbard          | od 12 lutego 2025                                    | Donald Trump                |